# Poudrerie (explosif)
Pour les articles homonymes, voir poudrerie.
Ne doit pas être confondu avec poudrière.

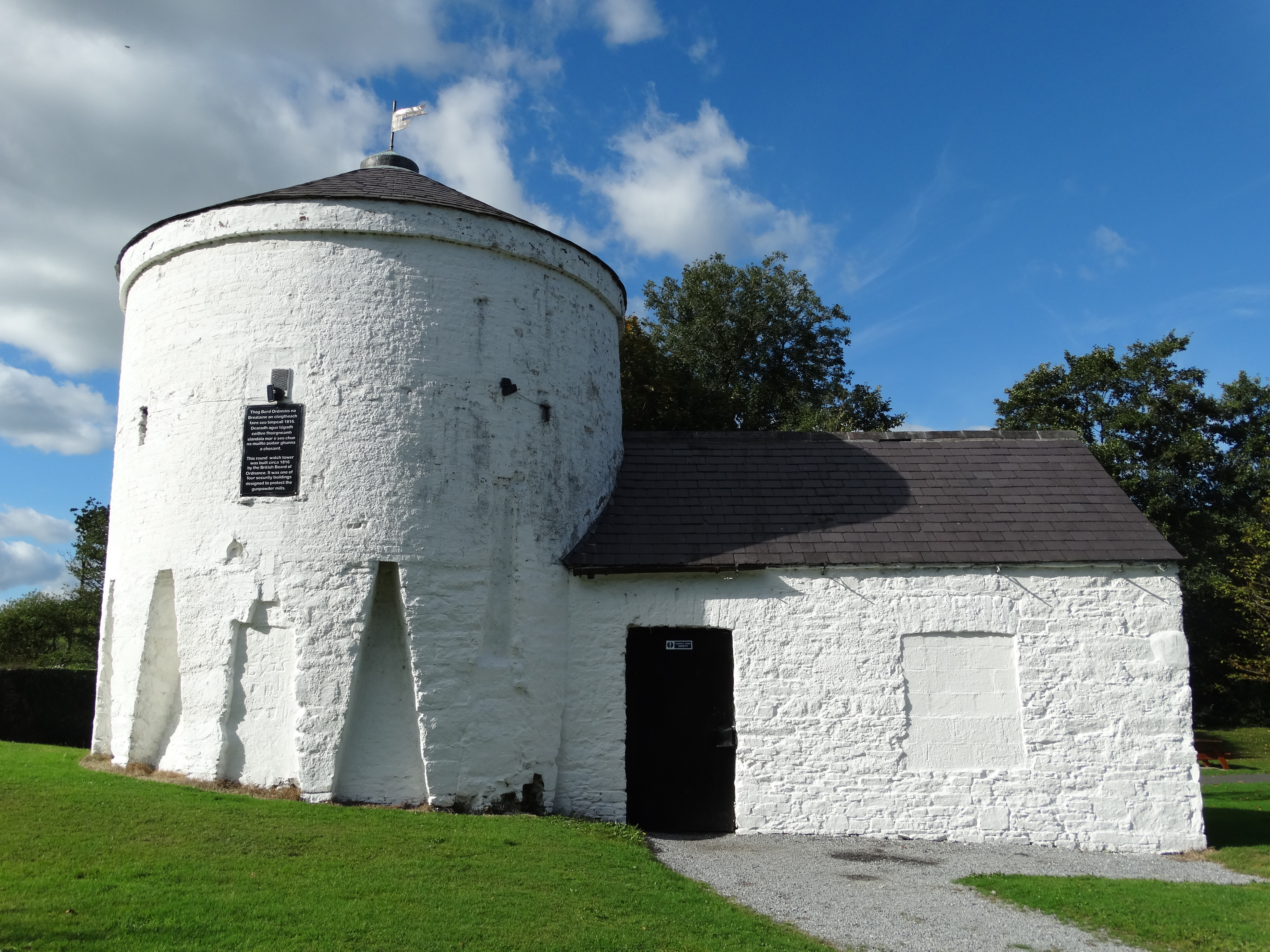
Moulins à poudre de l'ancienne poudrerie de Ballincollig (Irlande, Comté de Cork).

La poudrerie désigne en français le nom donné aux anciens lieux de fabrication de la poudre (explosif), à partir de nitre (nitrate) et de charbon de bois (généralement fait avec du bois d'aulne glutineux en France), ce qui explique que ce nom est parfois lié à celui de « charbonnerie », « carbonnerie » ou « carbonnière » dans la toponymie ou dans le souvenir des habitants. Il ne faut pas confondre avec le magasin à poudre, qui est le lieu où les militaires entreposent leur poudre à canon ou leurs munitions.

## Histoire

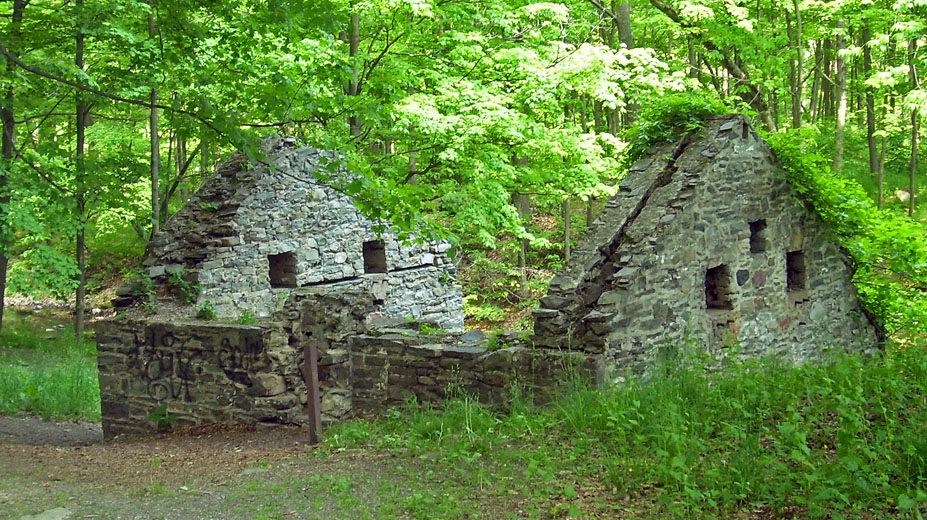
L'épaisseur des murs de cette poudrerie Laflin & Rand (Newburg, état de New York) montre quelles précautions étaient prises pour diriger le feu en cas d'explosion accidentelle.

Destinées à l'autonomie nationale de la production en cas de guerre, les poudreries ont toujours été étatisées (royales, impériales ou d'Etat).
Les poudreries s'étalaient en dehors des villes sur des dizaines d'hectares, voire plus de 100 hectares, de manière à diminuer le risque d'explosion en chaîne. Des routes et voies ferrées pouvaient relier plus d'une centaine de bâtiments sur un seul site (à Esquerdes, dans le Pas-de-Calais par exemple).
Les anciennes poudreries étaient situées dans les vallées près de l'eau, ou au bord d'un canal, pour alimenter au moyen de moulins à eau les lourdes meules qui broyaient les matériaux en poudre et également parfois pour pouvoir volontairement et rapidement inonder le site en cas de début d'incendie, par la simple fermeture des vannages d'un barrage.
Les lieux d'entreposage de la poudre étaient éparpillés en plusieurs unités espacées sur le site, de manière qu'une explosion ait moins d'effet. De nombreuses poudreries disposaient de terrains pour les essais, et d'un ou plusieurs laboratoires de chimie et de pyrotechnie, qui ont pu laisser des séquelles en termes de pollution.

### France
Comme dans la plupart des pays, jusqu'au début du XXe siècle, les poudres et explosifs étaient un monopole de l'État, qui existait depuis le XIVe siècle. Le roi Louis XIV et son ministre Louvois y attachèrent beaucoup d'importance, instituèrent un "fermier général" (1665 - le premier fut François Berthelot), et créèrent plusieurs manufactures. En 1775, Louis XVI, sur proposition de Turgot, crée une "Régie royale  des Poudres et Salpêtres" mais qui, en réalité, fait appel à des capitaux privés.
Le monopole fut démocratisé sous la Révolution (à cause d'un besoin urgent de munitions). Le 31 août 1794, à Grenelle (alors faubourg de Paris), la poudrerie de Grenelle (une poudrerie « révolutionnaire » créée et exploitée hors de la régie des poudres) a explosé en pleine zone habitée proche de Paris, faisant un millier de morts.
Le monopole fut rétabli le 27 avril 1797 (et le 30 août : loi du 13 fructidor an V), et le Service des Poudres et Salpêtres de France en 1819. Le 13 novembre 1873, le Service, longtemps en dispute avec le ministère des Finances, fut rattaché à celui de la Guerre ; il devient "Service des Poudres" en 1914.
En 1910, la production fonctionnait à partir de 11 poudreries nationales, qui étaient :

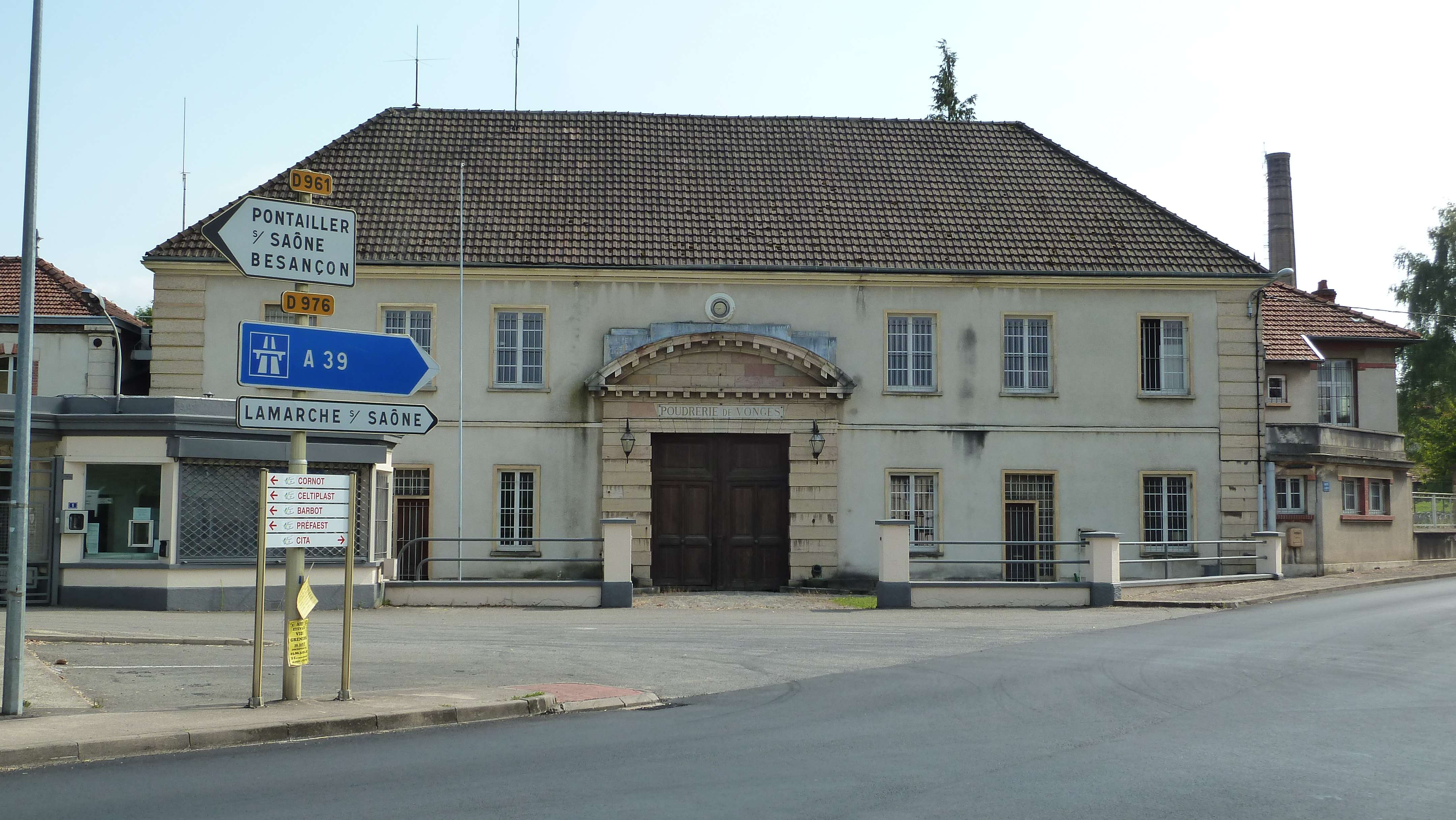
Entrée de la poudrerie de Vonges

1. Poudrerie nationale d'Angoulême (quartier du Basseau à Angoulême, Charente), fondée en 1821.
2. Poudrerie nationale du Bouchet (à Vert-le-Petit, Essonne), fondée en 1821 > SNPE
3. Poudrerie nationale d'Esquerdes (à Esquerdes, Pas-de-Calais), fondée à la fin du XVIIe siècle.
4. Poudrerie nationale du Ripault (à Monts, Indre-et-Loire), fondée en 1786.
5. Poudrerie nationale du Moulin-Blanc (quartier du Relecq-Kerhuon à Brest, Finistère), fondée en 1876 > sabordée en 1940.
6. Poudrerie nationale de Pont-de-Buis (Pont-de-Buis-les-Quimerc'h, près de Brest, Finistère), fondée en 1687.
7. Poudrerie nationale de Saint-Chamas (à Saint-Chamas et Miramas, Bouches-du-Rhône), fondée en 1690.
8. Poudrerie nationale de Saint-Médard (à Saint-Médard-en-Jalles, Gironde), fondée en 1660, devenue royale en 1679 > SNPE. Elle avait des annexes à Bergerac et Blancpignon.
9. Poudrerie nationale de Sevran-Livry (à Sevran et Livry-Gargan, Seine-Saint-Denis), fondée par décret impérial de 1865.
10. Poudrerie nationale de Toulouse (île du Ramier, à Toulouse, Haute-Garonne), fondée en 1852 > SNPE
11. Poudrerie nationale de Vonges (à Vonges, Côte-d'Or), fondée en 1691.

D'autres furent créées pour les besoins de la guerre :
- Poudrerie nationale de Sorgues (Vaucluse), fondée en 1915[4] > SNPE

Finalement, le « Monopole des poudres » de l'État a dû être abandonné en 1970 dans le cadre du traité de Rome, et les manufactures publiques transformées en entreprises commerciales. En 1971 est créée la Société Nationale des Poudres et des Explosifs (SNPE, filiale de GIAT Industries). Plusieurs usines sont alors fermées, notamment à cause d'accidents et du durcissement de la loi sur l'implantation des sites dangereux.

## Environnement

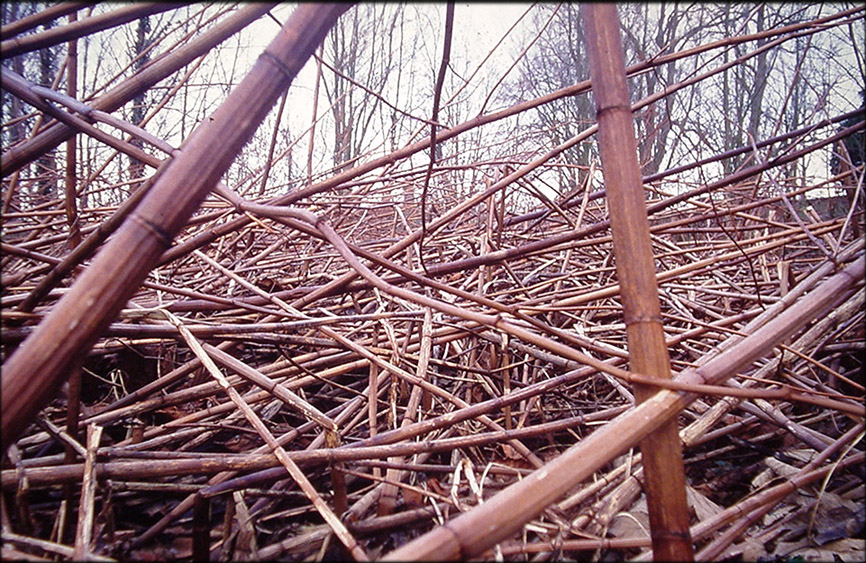
Forêt de tiges de Renouée du Japon, sur sol pollué par les nitrates de la Poudrerie d'Esquerdes, 1990.

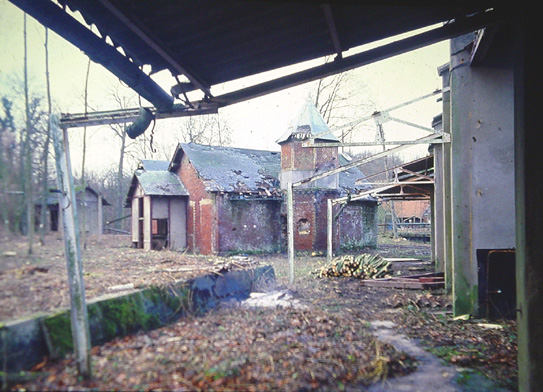
Un des multiples bâtiments éparpillés de la Poudrerie d'Esquerdes, vers 1990.

Ces sites ont souvent été fortement pollués par les nitrates, puis par d'autres types d'explosifs à partir du XIXe siècle. Ils ont peu à peu été remplacés par de grosses unités industrielles, qui sont aussi celles qui produisent les engrais chimiques nitratés. Les nouvelles poudreries industrielles sont également des usines d'engrais ou leur sont associées sur des zones d'activité. Ces zones posent souvent problème en ce qu'elles ont augmenté l'importance du danger (en termes de puissance explosive), et que le site industriel a souvent été progressivement englobé dans la croissance du tissu urbain, par exemple dans le cas d'AZF à Toulouse).
Les anciennes poudreries abandonnées, après une phase d'abandon et souvent d'interdiction de pénétration ont été généralement rapidement colonisées par des plantes nitrophiles exubérantes en raison de la présence de nitrates dans le sol. Les nitrates favorisent cependant une croissance exceptionnellement rapide des arbres (qui parfois poussent au milieu des cours, voire dans les bâtiments en soulevant les verrières et les toitures), instaurant une ambiance évoquant plus la jungle qu'un lieu industriel à l'abandon. Les nitrates favorisent aussi des espèces herbacées et arbustives plutôt banales voire exotiques telles que la renouée du Japon et la balsamine qui peuvent devenir invasives. Une fois « renaturés », il est fréquent que ces sites attirent alors les spéculateurs fonciers ou immobiliers ; mais ils sont souvent situés en zone inondable, et ce sont des zones à risque en raison de reliques de pollutions ou de séquelles de guerre, car ces lieux militairement stratégiques ont pu être la cible de bombardements ou pilonnages. Ils peuvent également intéresser les sociétés de chasse car ce sont des paysages redevenus attractifs.
L'ancienne poudrerie royale d'Esquerdes (Pas-de-Calais) est un exemple de poudrerie des XVIIIe et XIXe siècles en France. Elle est restée abandonnée une quarantaine d'années après son arrêt définitif dans les années 1940. Elle est depuis transformée en partie en territoire de chasse, et en partie (11 ha environ, sur 40) en espace naturel départemental ouvert au public, en conservant quelques bâtiments en état sur plus d'une centaine éparpillés sur le site en ruines ou détruits.
La poudrerie nationale de Sevran-Livry est un exemple de site plus moderne au bord d'un canal, reconverti en parc boisé.
Les poudreries de Saint-Chamas et de Miramas ont fermé leurs portes en 1974.